# Morelmaison
Morelmaison is een gemeente in het Franse departement Vosges (regio Grand Est) en telt 185 inwoners (2004). De plaats maakt deel uit van het arrondissement Neufchâteau.

## Geografie
De oppervlakte van Morelmaison bedraagt 5,5 km², de bevolkingsdichtheid is 33,6 inwoners per km².
De onderstaande kaart toont de ligging van Morelmaison met de belangrijkste infrastructuur en aangrenzende gemeenten.

## Demografie
Onderstaande figuur toont het verloop van het inwonertal (bron: INSEE-tellingen).